# James Workman
James Theodore "Jim" Workman, född 30 april 1908 i Woodward i Oklahoma, död 15 oktober 1983 i Orange County i Kalifornien, var en amerikansk roddare.
Workman blev olympisk guldmedaljör i åtta med styrman vid sommarspelen 1928 i Amsterdam.